# Aub
Aub este un oraș din Franconia Inferioară, landul Bavaria, Germania.